# 碧峰峡旅游景区
30°04′38″N 102°59′17″E / 30.0773°N 102.988°E
碧峰峡旅游景区位于四川雅安市雨城区碧峰峡镇，2020年1月7日被文化和旅游部确定为国家5A级旅游景区。中国保护大熊猫研究中心雅安碧峰峡基地位于景区内。

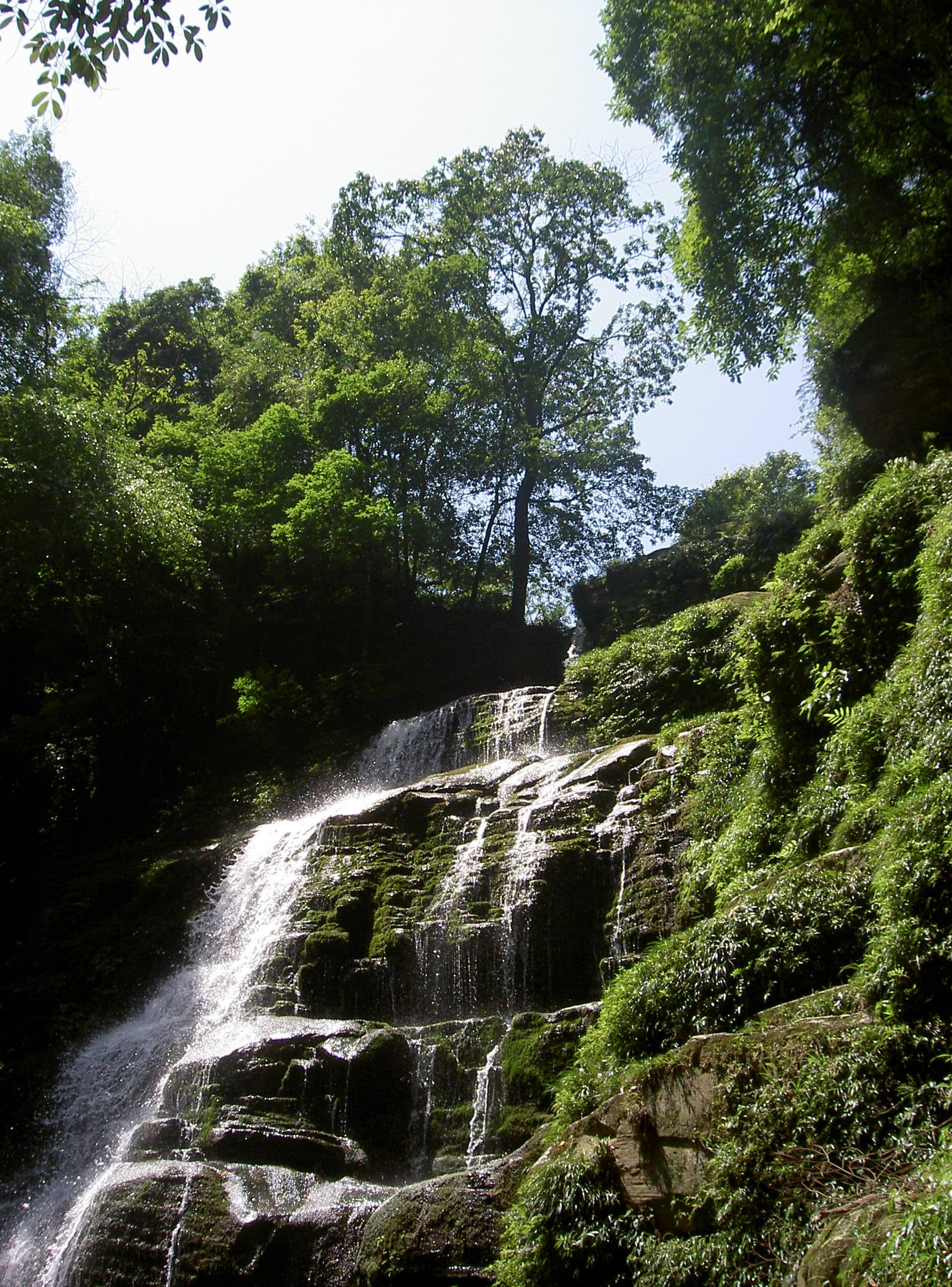
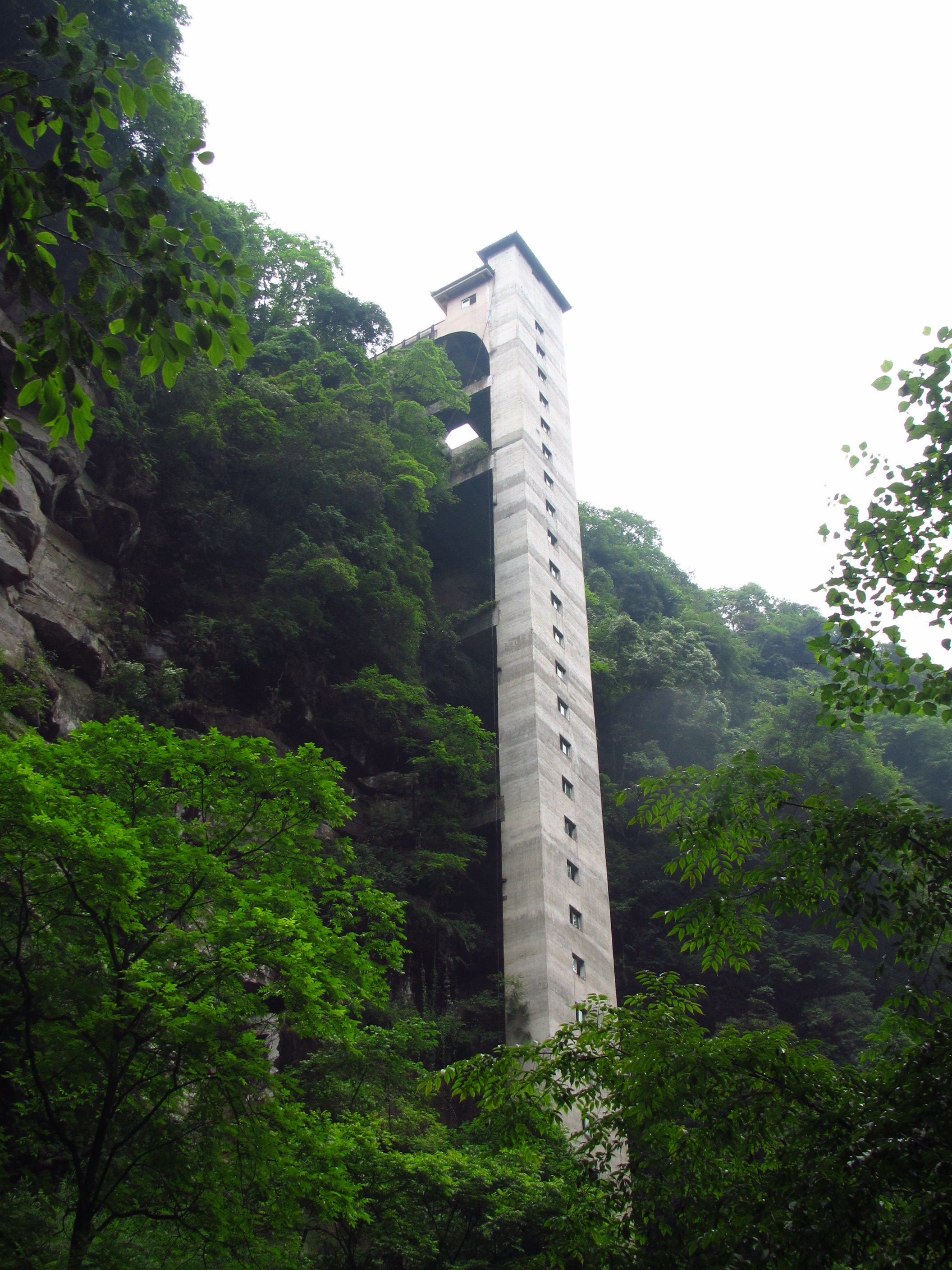
天梯
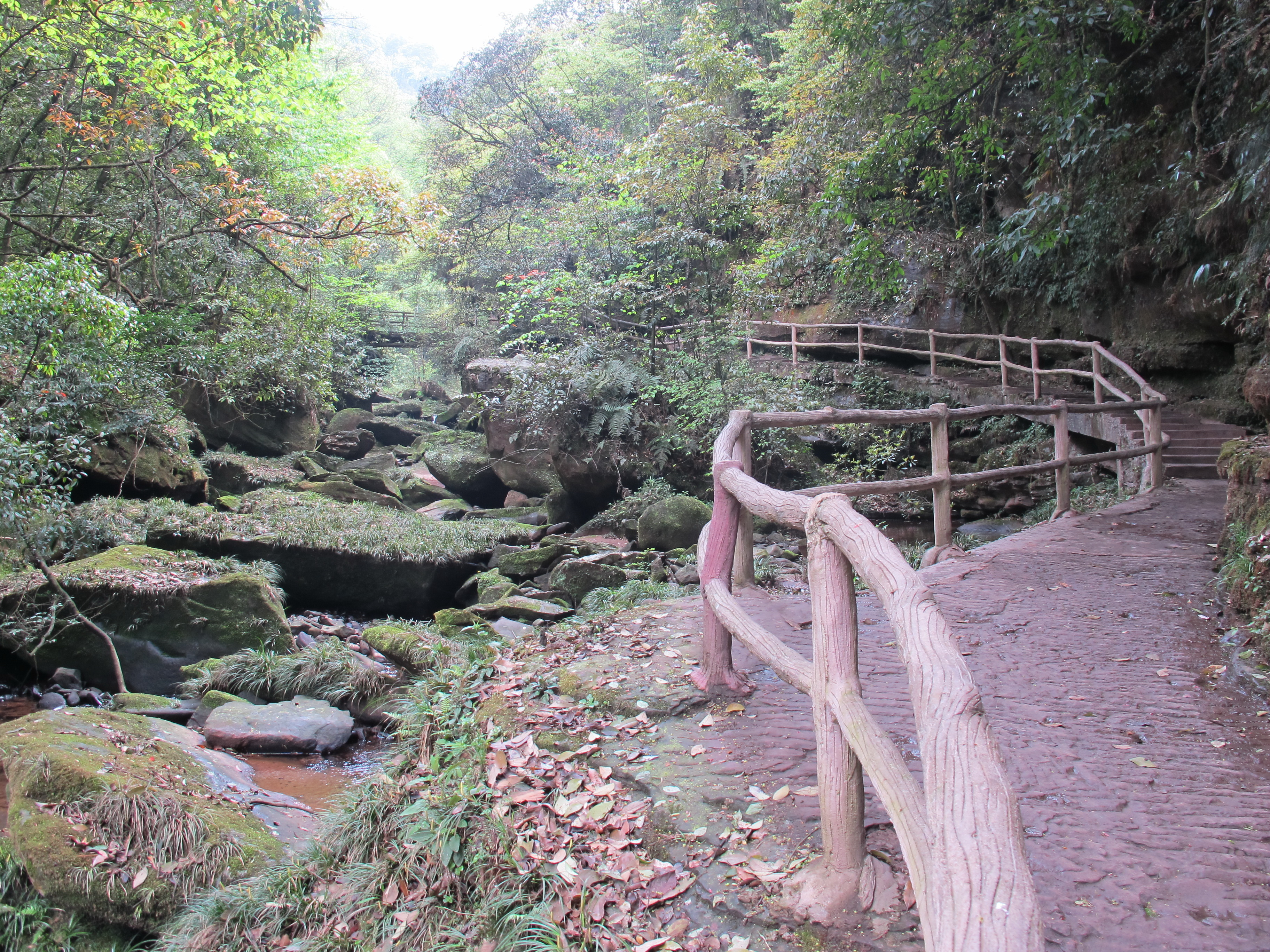
栈道
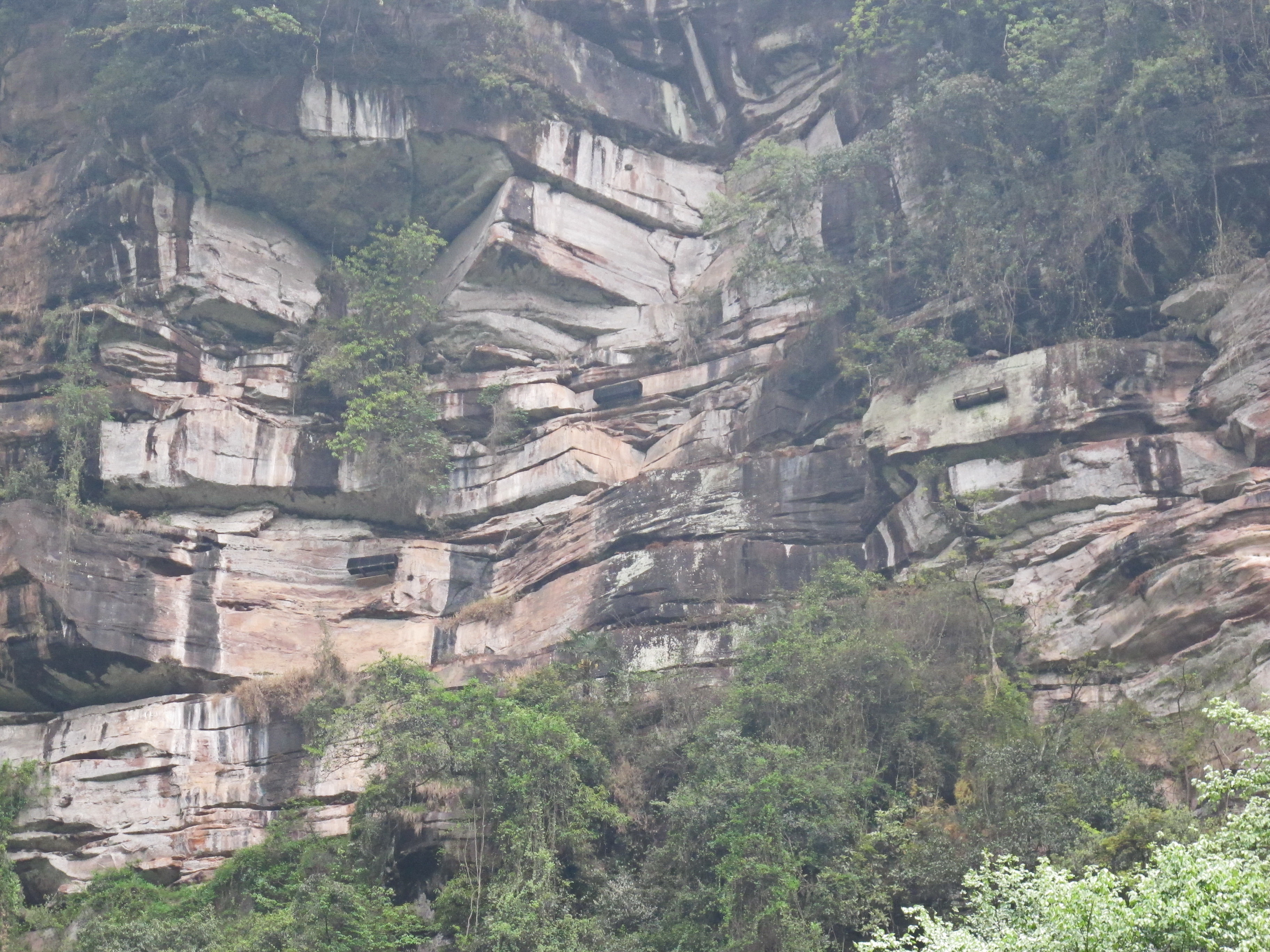
悬棺